# Bedřich Jezbera
Bedřich Jezbera (6. března 1911 – 4. července 1972) byl československý fotbalista, záložník.

## Fotbalová kariéra
Hrál za Slávii Praha. V lize odehrál 132 utkání a dal 8 gólů. Ve Středoevropském poháru nastoupil ve 2 utkáních a dal 1 gól. Se Slavií získal 7 mistrovských titulů.

## Ligová bilance
| Ročník                    | Zápasy | Góly | Klub            |
| ------------------------- | ------ | ---- | --------------- |
| 1. asociační liga 1932/33 | -      | 0    | SK Slavia Praha |
| Státní liga 1934/35       | -      | 0    | SK Slavia Praha |
| Státní liga 1935/36       | -      | 0    | SK Slavia Praha |
| Státní liga 1936/37       | -      | 0    | SK Slavia Praha |
| Státní liga 1937/38       | -      | 1    | SK Slavia Praha |
| Státní liga 1938/39       | 1      | 0    | SK Slavia Praha |
| Národní liga 1939/40      | 22     | 3    | SK Slavia Praha |
| Národní liga 1940/41      | 18     | 1    | SK Slavia Praha |
| Národní liga 1941/42      | 20     | 1    | SK Slavia Praha |
| Národní liga 1942/43      | 17     | 0    | SK Slavia Praha |
| Národní liga 1943/44      | -      | 2    | SK Slavia Praha |
| CELKEM                    | 132    | 8    |                 |